# Wir lachen mit der Sonne
Wir lachen mit der Sonne ist ein Pionierlied aus der DDR von Ursula Upmeier (Text) und Gerhard Honig (Melodie).

## Inhalt und Aufbau

### Strophen
In der ersten Strophe wird beschrieben, dass die ganze Stadt schon aufgewacht sei und sich die Augen blank reibe, um zu sehen, was jeder mache, wenn die Schüler (im Liedtext wir) morgens zur Schule gehen. In der 2. Strophe werden die jungen Bäume größer, schneller aber wachse ein Haus. Alles um die Stadt verändere sich, morgen sehe sie noch schöner aus. In der abschließenden dritten Strophe wird erläutert,  dass die Schüler noch fleißig lernen wollen, klüger werden wollen, das sei ihre Macht. Das Leben sei hell und froh, weil der Frieden die Menschen bewache.

### Refrain
Im Refrain zwischen dem dreistrophigen Text wird benannt, dass die Schüler mit der Sonne um die Wette lachen, und so fröhlich wie ein Vogel sängen, und sie sich wünschen, dass ein jedes Kind auf der ganzen Welt es auch so hätte.

## Rezeption
Das  Pionierlied Wir lachen mit der Sonne gehörte in der DDR zum Schulstoff des Musikunterrichtes und fand Aufnahme in verschiedene Musiklehr- und Liederbücher aus dieser Zeit.